# Olav Lundanes
Olav Lundanes (* 11. listopadu 1987, Ålesund) je norský reprezentant v orientačním běhu, jenž v současnosti žije v Haldenu. Jeho největším úspěchem je titul Mistra světa z Mistrovství světa 2010 v norském Trondheimu a v roce 2012 ve švýcarském Lausanne. V současnosti běhá za norský klub Halden SK.

## Sportovní kariéra
| Přehled úspěchů na Mistrovství světa | Přehled úspěchů na Mistrovství světa | Přehled úspěchů na Mistrovství světa | Přehled úspěchů na Mistrovství světa | Přehled úspěchů na Mistrovství světa |
| Mistrovství světa                    | Sprint                               | Middle                               | Long                                 | Štafety                              |
| ------------------------------------ | ------------------------------------ | ------------------------------------ | ------------------------------------ | ------------------------------------ |
| Kyjev 2007                           | 36. místo                            | X                                    | X                                    | X                                    |
| Miskolc 2009                         | 4. místo                             | X                                    | 7. místo                             | X                                    |
| Trondheim 2010                       | X                                    | X                                    | 1. místo                             | 2. místo                             |
| Savojsko 2011                        | X                                    | 3. místo                             | 10. místo                            | 2. místo                             |
| Lausanne 2012                        | X                                    | 14. místo                            | 1. místo                             | 2. místo                             |

| Přehled úspěchů na Mistrovství Evropy | Přehled úspěchů na Mistrovství Evropy | Přehled úspěchů na Mistrovství Evropy | Přehled úspěchů na Mistrovství Evropy | Přehled úspěchů na Mistrovství Evropy |
| Mistrovství Evropy                    | Sprint                                | Middle                                | Long                                  | Štafety                               |
| ------------------------------------- | ------------------------------------- | ------------------------------------- | ------------------------------------- | ------------------------------------- |
| Olomouc 2008                          | X                                     | X                                     | 19. místo                             | X                                     |
| Primorsko 2010                        | 37. místo                             | X                                     | 16. místo                             | 3. místo                              |
| Falun 2012                            | X                                     | 1. místo                              | 1. místo                              | 4. místo                              |

| Přehled úspěchů na Mistrovství světa juniorů | Přehled úspěchů na Mistrovství světa juniorů | Přehled úspěchů na Mistrovství světa juniorů | Přehled úspěchů na Mistrovství světa juniorů | Přehled úspěchů na Mistrovství světa juniorů |
| Mistrovství světa juniorů                    | Sprint                                       | Middle                                       | Long                                         | Štafety                                      |
| -------------------------------------------- | -------------------------------------------- | -------------------------------------------- | -------------------------------------------- | -------------------------------------------- |
| Tenero 2005                                  | X                                            | 4. místo                                     | 1. místo                                     | 1. místo                                     |
| Druskininkai 2006                            | 11. místo                                    | 3. místo                                     | 2. místo                                     | 3. místo                                     |
| Dubbo 2007                                   | 2. místo                                     | 1. místo                                     | 1. místo                                     | 2. místo                                     |